# Bahnbetriebswerk Wernigerode Westerntor

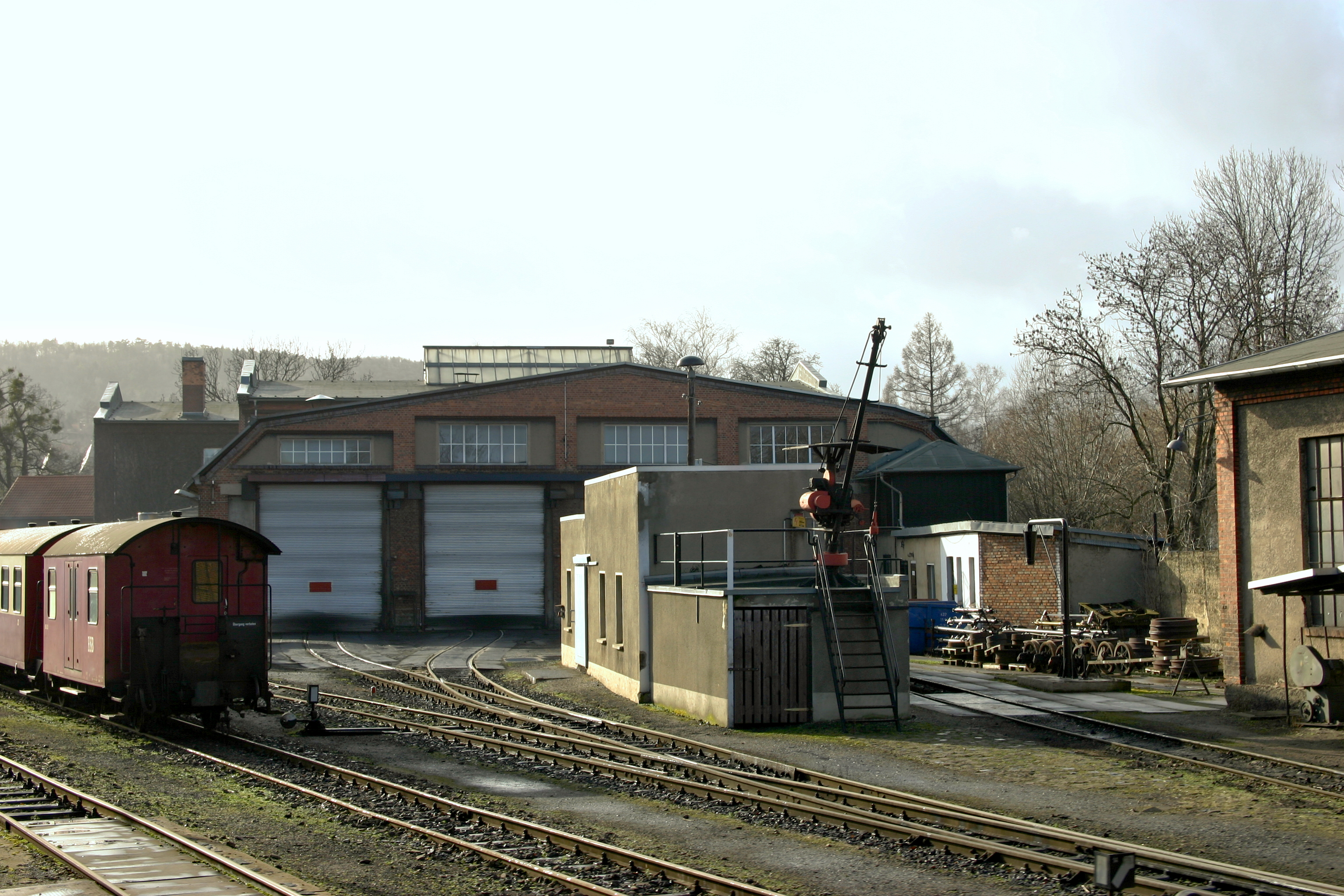
Bw Wernigerode Westerntor

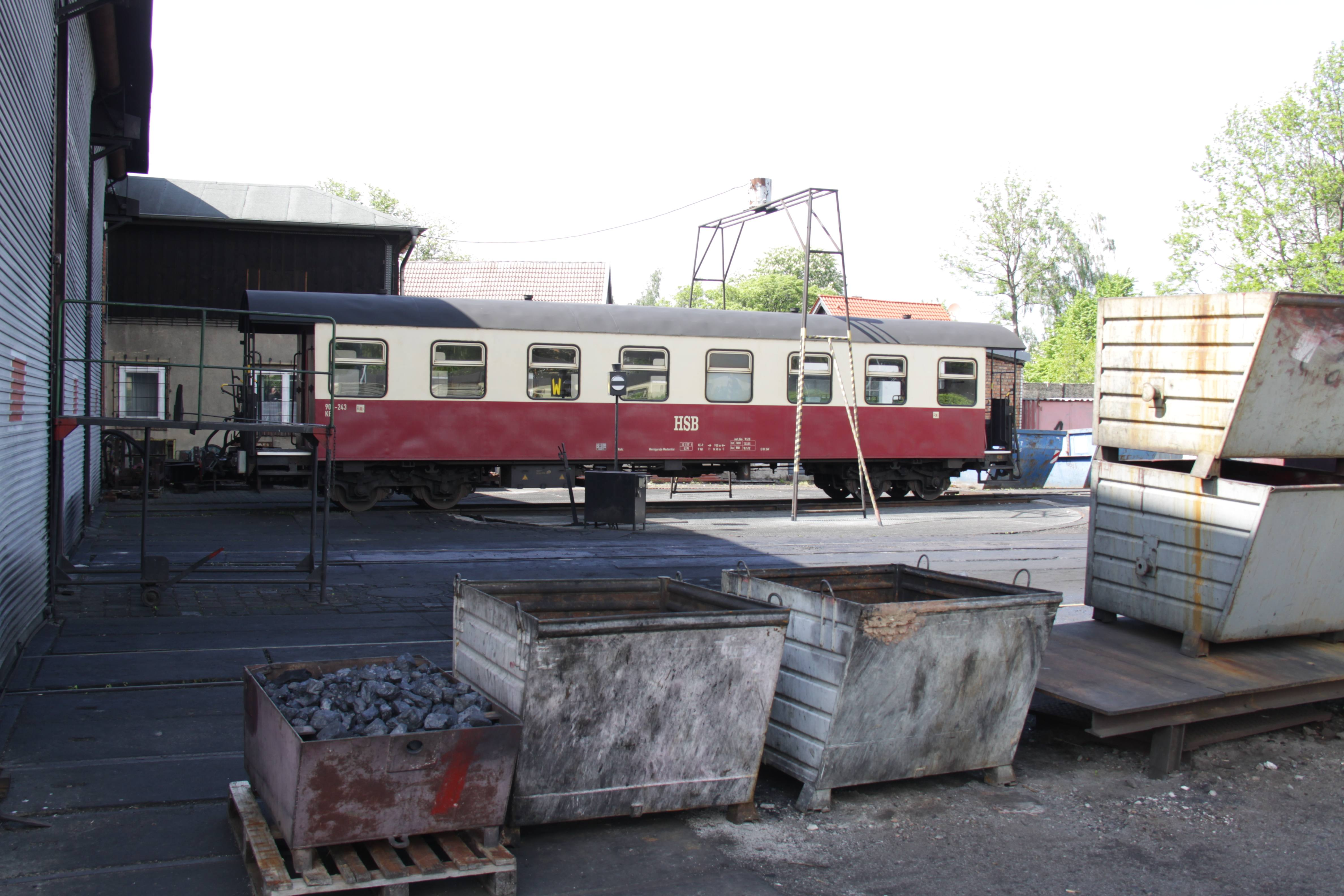
Reisezugwagen vor der Reparaturhalle

Das Bahnbetriebswerk Wernigerode Westerntor, kurz Bw Wernigerode Wt, ist ein Bahnbetriebswerk der Harzer Schmalspurbahnen GmbH (HSB) in Wernigerode (Sachsen-Anhalt).

## Geschichte
Das Werk entstand im Jahre 1899 im Zuge der Gründung der Nordhausen-Wernigeroder Eisenbahn-Gesellschaft (NWE). 1949 übernahm die Deutsche Reichsbahn (DR) den Betrieb der Schmalspurbahnen im Harz und so auch die Leitung des Bw Wernigerode. Anfang der 1950er Jahre begann die DR, den inzwischen veralteten Bestand an ehemaligen NWE-Triebfahrzeugen zu modernisieren und beschaffte die heute für die Harzer Schmalspurbahnen charakteristischen, leistungsstärkeren Neubaudampflokomotiven der Baureihe 99.23–24.
Seit 1993 führt die Harzer Schmalspurbahnen GmbH (HSB) das gesamte Streckennetz. Sie ist Eigentümerin des Bw Wernigerode und aller dort beheimateten Lokomotiven.
Das Bw Wernigerode Westerntor beheimatet heute alle Fahrzeuge der HSB; das sind neben den 17 Neubaudampflokomotiven (nicht alle betriebsfähig) auch die beiden Einheitsloks, 99 7222 und 99 6001, und die historischen Malletdampflokomotiven, die die Sonderzüge der HSB bespannen, sowie zehn Triebwagen und zwölf Diesellokomotiven.
Zum Bahnbetriebswerk Wernigerode Westerntor gehören die Einsatzstellen Nordhausen und Wernigerode für die Harzquerbahn sowie Gernrode für die Selketalbahn. Die Einsatzstellen Benneckenstein und Hasselfelde sind mit Beginn des Sommerfahrplans 1992 nicht mehr in Betrieb.

## Galerie

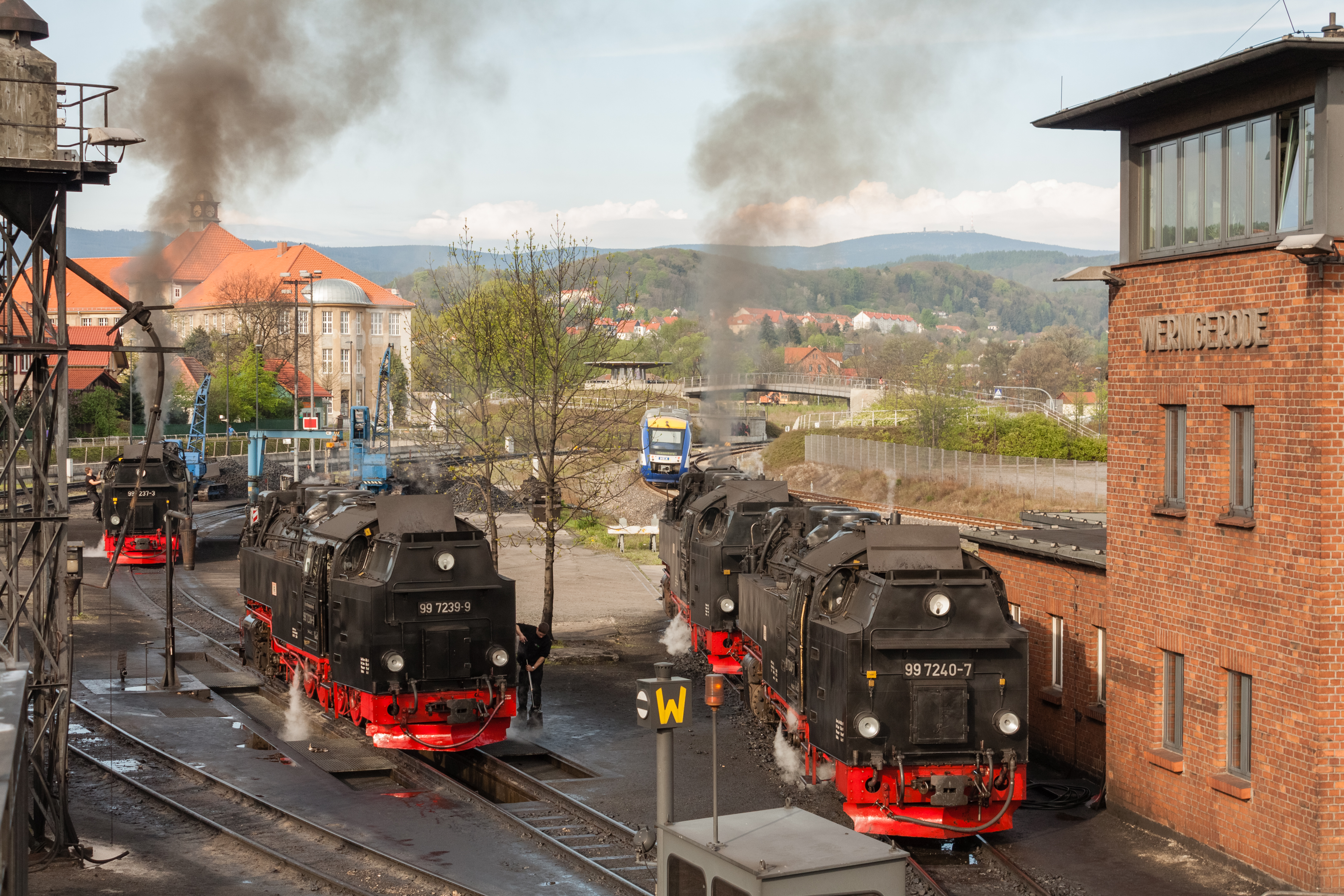
Einsatzstelle Wernigerode
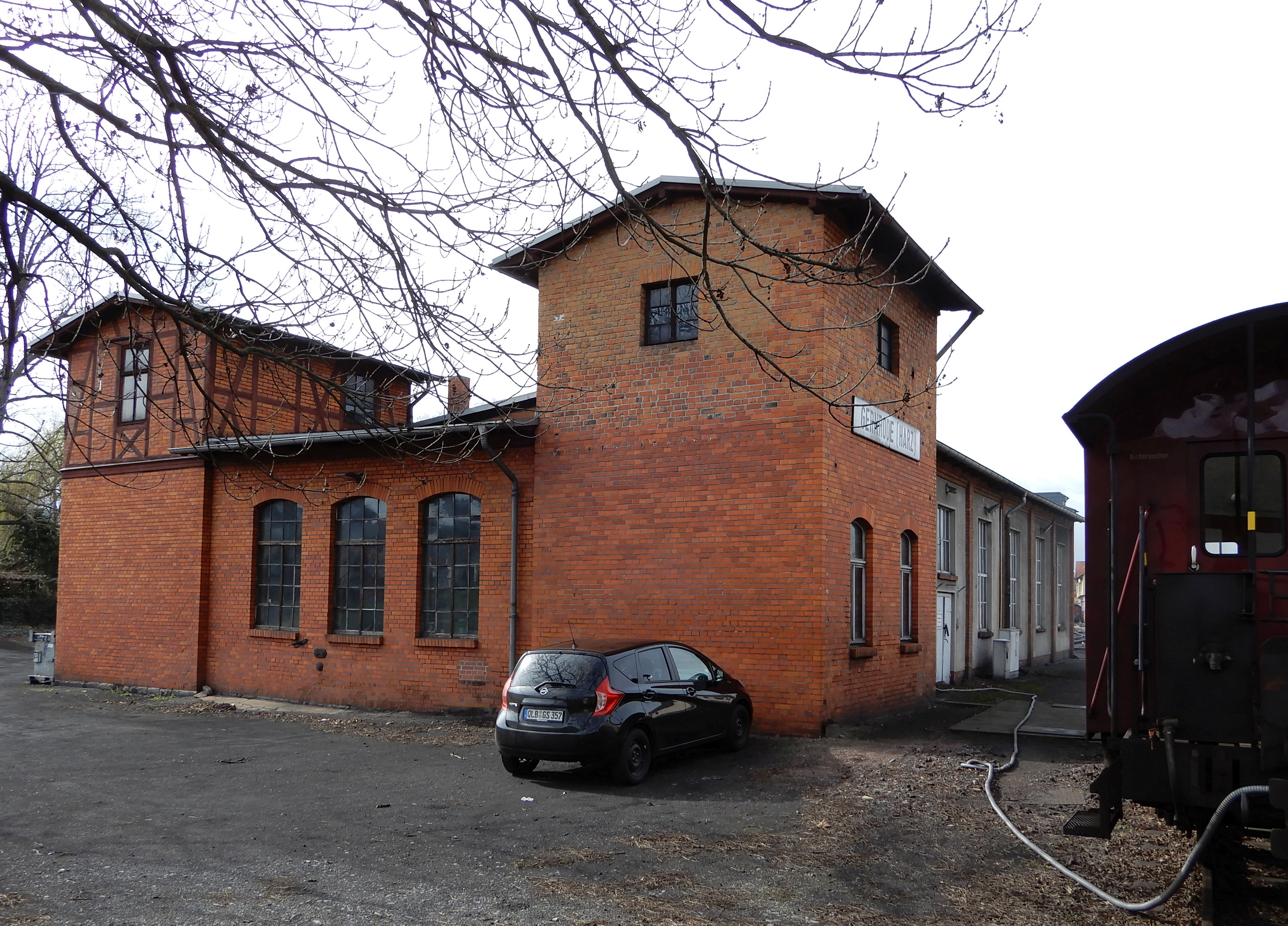
Einsatzstelle Gernrode
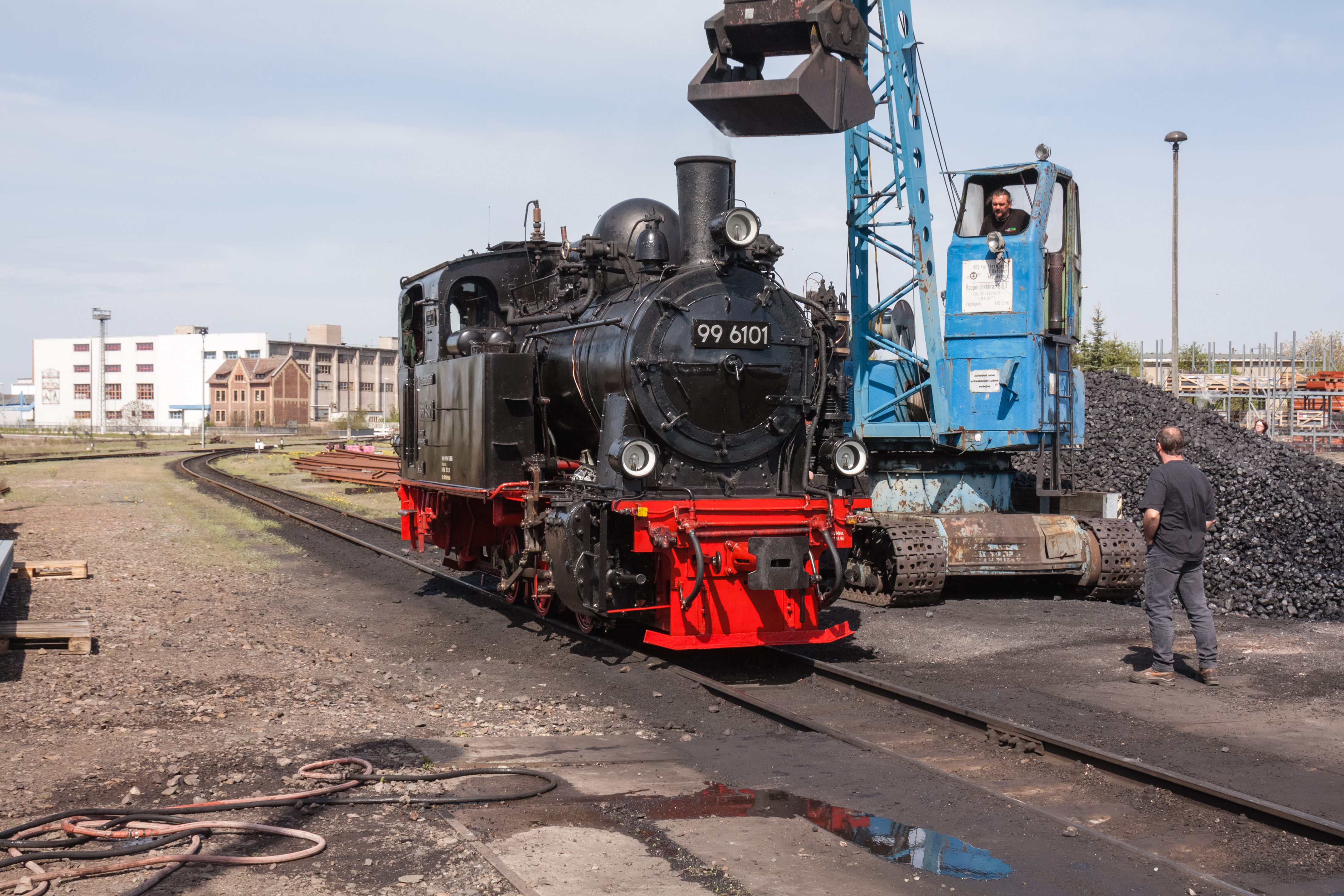
Nordhausen an der Einsatzstelle
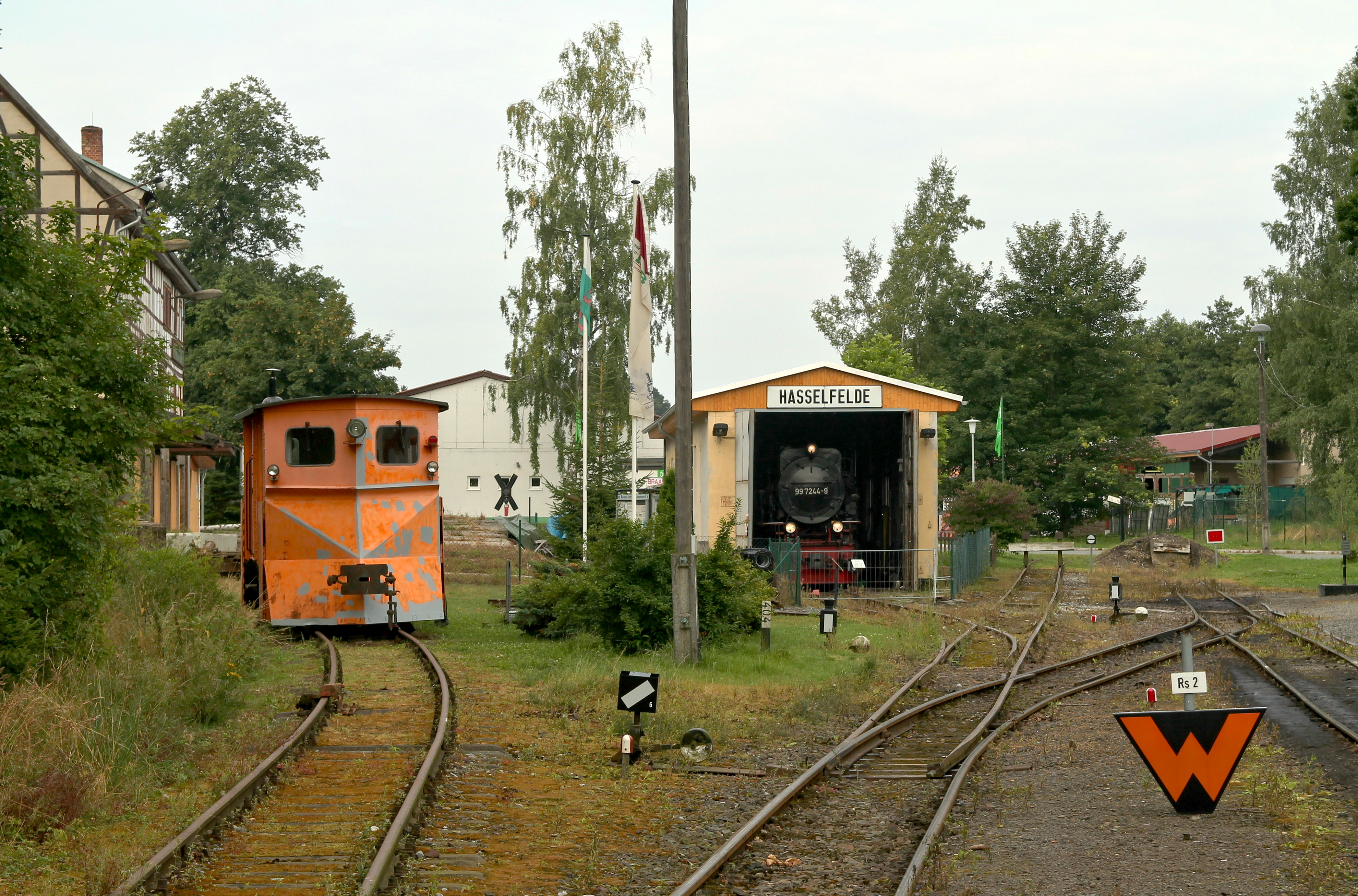
Lokschuppen Hasselfelde
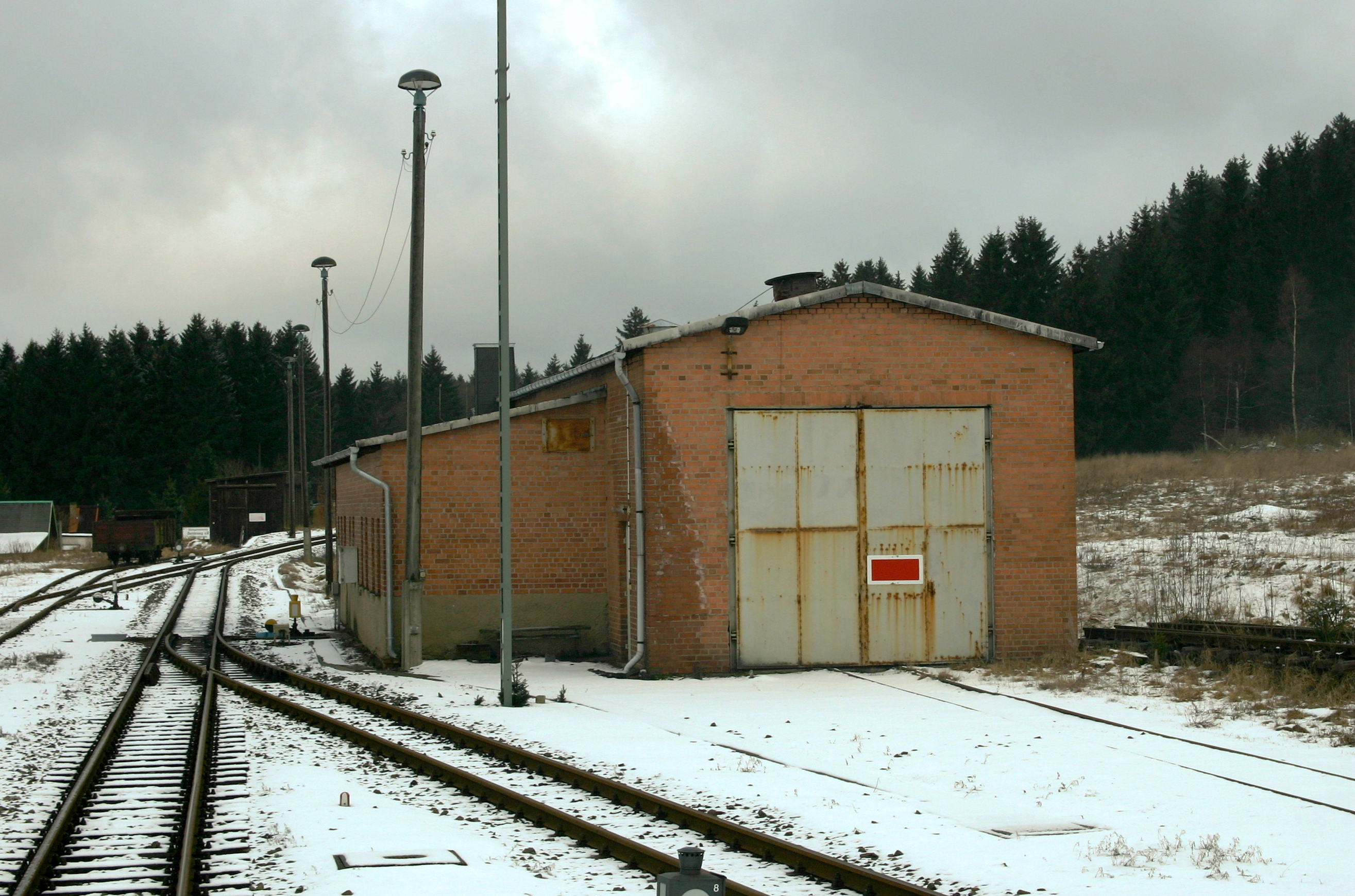
Lokschuppen Benneckenstein